# Acianthus
Acianthus – rodzaj roślin z rodziny storczykowatych (Orchidaceae). Obejmuje 10 gatunków występujących w Australii, na Nowej Gwinei, Nowej Kaledonii i Nowej Zelandii (1 gatunek).

## Systematyka
Pozycja według APweb (aktualizowany system APG III z 2009)
Rodzaj sklasyfikowany do podplemienia Acianthinae w plemieniu Diurideae, podrodzina storczykowe (Orchidoideae), rodzina storczykowate (Orchidaceae), rząd szparagowce (Asparagales) w obrębie roślin jednoliściennych.
Wykaz gatunków
- Acianthus amplexicaulis (F.M.Bailey) Rolfe
- Acianthus caudatus R.Br.
- Acianthus cuneatus D.L.Jones & L.M.Copel.
- Acianthus exsertus R.Br.
- Acianthus fornicatus R.Br.
- Acianthus ledwardii Rupp
- Acianthus pusillus D.L.Jones
- Acianthus saxatilis D.L.Jones & M.A.Clem.
- Acianthus scopulus D.L.Jones
- Acianthus sinclairii Hook.f.